# Thales Group
Thales Group eller Thales S.A. er en fransk elektronikkoncern, som udvikler og producerer informationssystemer for luftfarts-, militære- og sikkerhedsmarkeder. Hovedkvarteret er placeret i Neuilly-sur-Seine (en forstad til Paris) og er børsnoteret ved Euronext i Paris.
Firmaet skiftede navn til Thales fra Thomson-CSF i december 2000 kort efter købet af Racal Electronics plc, en engelskbaseret elektronikkoncern. Firmaeet er nu delvist ejet af den franske stat og har kontorer i over 50 lande. Det har over 68.000 ansatte og havde en omsætning på over 12,3 milliarder euro i 2007. Koncernen er placeret som det 485. største firma i verden af Fortune Magazine og er det 9. største producent af militære systemer i verden. 63% af alle salg er til militære organisationer.
Thales-koncernen er navngivet efter den græske filosof Thales.

## Historie
Thales forgænger, Thomson-CSF, opstod fra Compagnie Française Thomson-Houston (CFTH), som blev etableret i 1893. Thomson-CSF blev etableret i 1968 da Thomson-Brandt (tidligere CFTH) fusionerede dets elektronikafdeling med den tilsvarende i Compagnie Générale de Télégraphie Sans Fil (CSF).
Thales opbyggede et joint venture med Raytheon i juni 2001 med henblik på at kombinere deres radar og kommunikationssafdelinger. Firmaet blev navngivet ThalesRaytheonSystems og var ejet 50% af hvert moderselskab.
I 2002 startede Thales et joint venture selskab, Armaris med det franske værft DCNS for således at kunne tilbyde komplette skibsløsninger.
I 2003 vandt Thales engelske underafdeling konkurrencen om designet til Royal Navys nye hangarskib. Det bliver nu produceret i samarbejde med engelske BAE og det engelske forsvarsministerium. Dette design vil muligvis danne grundlag for et nyt fransk hangarskibsdesign som skal bygges på DCNS-værftet.
I 2006 fik Thales grønt lys til at opkøbe firmaet Australian Defence Industries (ADI), som er en stor producent af militærudstyr såsom røgfrit krudt og pansrede køretøjer. Fra den 6. september samme år blev alle ADI-logoer udskiftet med Thales og hjemmesiden blev ligeledes udskiftet.
I april 2006, annoncerede Thales at det ville opkøbe Alcatels rum-afdeling (67% af Alcatel Alenia Space og 33% af Telespazio), og Alcatel's jernbanesignal-afdeling i en aftale som også øgede Alcatels andel i Thales til 21,66 %. Den franske regering ville mindske dens andel fra 31,3 % til 21,66 % som et led i anskaffelsen. I december 2008, indvilgede Alcatel i at sælge en aktiepost på 20,8% i datterselskabet Thales SA til firmaet Dassault Aviation SA for 1,57 milliarder €.

## Produkter
Thales har produceret mange elektroniske komponenter til det franske forsvar, især i løbet af tiden som Thomson-CSF. Dette inkluderer produkter som hærens og gendarmeriets kamphjelme. Gruppen har også samarbejdet med Dassault Aviation på Rafale jagerflyet og har udviklet SPECTRA forsvarssystemerne. Thales har ofte arbejdet sammen med DCNS og har designet meget af elektronikken brugt om bord på franske krigsskibe. Thales har desuden været involveret i produktionen af Horizon og FREMM fregatprogrammerne. Thales var, som Thomson-CSF, involveret i skandalen om salget af fregatter af La Fayette-klassen til Taiwan. Det var også tilstede i Eurosam-samarbejde, da Thomson-CSF var en af grundlæggerne af konsortiet sammen med Aérospatiale og Alenia Aeronautica. Eurosam står blandt andet bag udviklingen af affyringssystmerne til Aster 15 og Aster 30 SAM. I februar 2004, blev Thales tildelt en kontrakt til et nyt kampinformationssystem til den franske flåde kaldet SIC 21, som vil blive installeret på hangarskibet Charles de Gaulle samt landinstallationer. Derudover er Thales hoveddesigneren bag det nye franske hangarskib. Thales arbejder også med områder indenfor røntgenteknologi, finans, energi og kommercielle satellitter.
Thales er tilstede på verdensplan. Storbritannien er samtidig det land i verden hvor Thales har den største tilstedeværelse efter Frankrig. Den store tilstedeværelse i Storbritannien skyldes hovedsagelig anskaffelsen af firmaet Racal, som har resulteret i store højt profilerede kontrakter. Thales design vandt konkurrencen om Storbritanniens nye hangarskibe af Queen Elizabeth-klassen. Gruppen er ligeledes en del af det konsortium der har vundet produktionen af RAF's nye strategiske lufttankningsfly. Thales UK vandt kontrakten for den britiske hærs UAV-program Watchkeeper. Firmaet producerer desuden den fjernstyrede våbenplatform SWARM.
Thales er også en stor producent af underholdningssystemer om bord på fly. Thales' primære konkurrenter i dette område udgøres af Panasonic Avionics Corporation, Rockwell Collins samt LiveTV (oprindeligt en del af Thales, men er nu ejet af JetBlue).
Thales Navigation som var en underafdeling der producerede GPS enheder, blev solgt til et investeringsfond ved navn Shah Capital Partners senere omdøbt til Magellan.

## Anklager om korruption
Michel Josserand anklagede Thales Group for at have en central "bestikkelseskonto" der bliver brugt til at bestikke embedsmænd i vigtige stillinger.
Shabir Shaik, rådgiver for formanden for ANC Jacob Zuma, blev fundet skyldig i at organisere en bestikkelse på vegne af Thales.